# Liste der denkmalgeschützten Objekte in Kirchberg am Walde
Die Liste der denkmalgeschützten Objekte in Kirchberg am Walde enthält die 27 denkmalgeschützten, unbeweglichen Objekte der Gemeinde Kirchberg am Walde.

## Denkmäler
| Foto |                 | Denkmal                                                                                       | Standort                                                          | Beschreibung | Metadaten |
| ---- | --------------- | --------------------------------------------------------------------------------------------- | ----------------------------------------------------------------- | --- | --- |
| ja   | Datei hochladen | Ortskapelle Fromberg HERIS-ID: 29530 Objekt-ID: 26177                                         | bei Fromberg 23 Standort KG: Frommberg                            | Die mit einer barocken Einrichtung ausgestattete Kapelle wurde im zweiten oder dritten Viertel des 19. Jahrhunderts erbaut. | BDA-Hist.: Q37927285 Status: § 2a Stand der BDA-Liste: 2025-06-30 Name: Ortskapelle Fromberg GstNr.: 101                                                                                   |
| ja   | Datei hochladen | Ehem. Galgen auf dem Galgenbichl HERIS-ID: 29529 Objekt-ID: 26176                             | Fromberg 2, westlich Standort KG: Frommberg                       | Außerhalb von Kirchberg, auf halbem Weg an der Straße nach Ullrichs, befindet sich einer der am besten erhaltenen Galgen Österreichs (bezeichnet 1743). Er besteht aus zwei Säulen in Form von Obelisken, sechs Meter hoch, errichtet aus Granitquadern und jeweils von einer Steinkugel bekrönt. Die quadratischen Löcher im obersten Bereich der Säulen dienten zur Befestigung eines hölzernen Querbalkens. | BDA-Hist.: Q37927282 Status: Bescheid Stand der BDA-Liste: 2025-06-30 Name: Ehem. Galgen auf dem Galgenbichl GstNr.: 329/2 Gallow, Kirchberg am Walde                                      |
| ja   | Datei hochladen | Ortskapelle Hollenstein HERIS-ID: 29532 Objekt-ID: 26179                                      | bei Hollenstein 15 Standort KG: Hollenstein                       | Die mit einer barocken Einrichtung ausgestattete Kapelle wird auf das 19. Jahrhundert datiert. | BDA-Hist.: Q37927292 Status: § 2a Stand der BDA-Liste: 2025-06-30 Name: Ortskapelle Hollenstein GstNr.: 1                                                                                  |
| ja   | Datei hochladen | Pest-/Dreifaltigkeitssäule HERIS-ID: 29520 Objekt-ID: 26167                                   | Hauptplatz Standort KG: Kirchberg am Walde                        | Die Pestsäule am Hauptplatz von Kirchberg stammt aus dem Jahr 1714. | BDA-Hist.: Q37927249 Status: § 2a Stand der BDA-Liste: 2025-06-30 Name: Pest-/Dreifaltigkeitssäule GstNr.: 1191/1 Pestsäule (Kirchberg am Walde)                                           |
| ja   | Datei hochladen | Bildstock HERIS-ID: 29521 Objekt-ID: 26168                                                    | bei Kirchberg 85 Standort KG: Kirchberg am Walde                  | Auf einem Sockel aus Granit ruht ein als Malthesermarterl bezeichneter Breitpfeiler, hinter dessen vergitterter Nische sich ein Marienbildnis befindet. Er wurde 2009 errichtet, nachdem sein Vorgänger beim Abriss des früher hier befindlichen Wirtshauses abgetragen worden war. Vom alten Marterl ist überliefert, dass es auf Veranlassung des Grafen Leopold Kollonitsch von einem Malteserritter errichtet worden sei, der dort täglich seine Gebete verrichtet habe. In der Literatur wird auch in Betracht gezogen, dass sich an dieser Stelle einst eine Malteserkapelle befunden haben könnte, über deren Ursprung jedoch nichts bekannt ist. | BDA-Hist.: Q37927257 Status: § 2a Stand der BDA-Liste: 2025-06-30 Name: Bildstock GstNr.: 1191/1                                                                                           |
| ja   | Datei hochladen | Leonhardsäule HERIS-ID: 29522 Objekt-ID: 26169                                                | Hauptplatz Standort KG: Kirchberg am Walde                        | Die Figur des hl. Leonhard stammt aus dem Jahr 1770. | BDA-Hist.: Q37927262 Status: § 2a Stand der BDA-Liste: 2025-06-30 Name: Leonhardsäule GstNr.: 1191/1 Leonhardsäule (Kirchberg am Walde)                                                    |
| ja   | Datei hochladen | Pranger HERIS-ID: 29523 Objekt-ID: 26170                                                      | Hauptplatz Standort KG: Kirchberg am Walde                        | Der Pranger mit Justitia-Figur ist mit der Jahreszahl 1714 bezeichnet. | BDA-Hist.: Q37927267 Status: § 2a Stand der BDA-Liste: 2025-06-30 Name: Pranger GstNr.: 1191/1 Pranger (Kirchberg am Walde)                                                                |
| ja   | Datei hochladen | Schloss Kirchberg HERIS-ID: 29548 Objekt-ID: 26196                                            | Kirchberg am Walde 1 Standort KG: Kirchberg am Walde              | Die mehrteilige Schlossanlage wurde urkundlich erstmals 1172 erwähnt und im Barock und Frühklassizismus ausgebaut. | BDA-Hist.: Q37927369 Status: Bescheid Stand der BDA-Liste: 2025-06-30 Name: Schloss Kirchberg GstNr.: 256, 257, 250, 1135, 1150, 1139/1, 260 Schloss Kirchberg am Walde (Niederösterreich) |
| ja   | Datei hochladen | Pfarrhof HERIS-ID: 29514 Objekt-ID: 26161                                                     | Kirchberg am Walde 41 Standort KG: Kirchberg am Walde             | Der Pfarrhof wurde von 1780 bis 1783 erbaut. | BDA-Hist.: Q37927230 Status: § 2a Stand der BDA-Liste: 2025-06-30 Name: Pfarrhof GstNr.: 3                                                                                                 |
| ja   | Datei hochladen | Ehem. Allerheiligen-Hospital, Bürgerspital HERIS-ID: 29515 Objekt-ID: 26162                   | Kirchberg am Walde 68 Standort KG: Kirchberg am Walde             | Das Hospital wurde von 1715 bis 1719 erbaut. Zur Anlage gehört eine Spitalskirche. | BDA-Hist.: Q18411443 Status: Bescheid Stand der BDA-Liste: 2025-06-30 Name: Ehem. Allerheiligen-Hospital, Bürgerspital GstNr.: 92 Bürgerspital, Kirchberg am Walde                         |
| ja   | Datei hochladen | Rathaus, Hamerling-Stiftung HERIS-ID: 29519 Objekt-ID: 26166                                  | Kirchberg am Walde 88 Standort KG: Kirchberg am Walde             | Das von 1891 bis 1893 an Stelle des Geburtshauses von Robert Hamerling erbaute Haus ist im Stil der Neorenaissance gehalten. | BDA-Hist.: Q37927242 Status: § 2a Stand der BDA-Liste: 2025-06-30 Name: Rathaus, Hamerling-Stiftung GstNr.: 135 Hamerlinghaus, Kirchberg am Walde                                          |
| ja   | Datei hochladen | Kath. Pfarrkirche hl. Johannes der Täufer und ehem. Friedhof HERIS-ID: 29513 Objekt-ID: 26160 | Kirchberg am Walde 209 Standort KG: Kirchberg am Walde            | Die barocke Saalkirche wurde von 1709 bis 1713 mit Baumeister Bartholomäus Hochholdinger erbaut. | BDA-Hist.: Q21037023 Status: § 2a Stand der BDA-Liste: 2025-06-30 Name: Kath. Pfarrkirche hl. Johannes der Täufer und ehem. Friedhof GstNr.: 1 Pfarrkirche Kirchberg am Walde              |
| ja   | Datei hochladen | Mariahilfkapelle HERIS-ID: 29546 Objekt-ID: 26194                                             | Kirchberg am Walde 1, südlich Standort KG: Kirchberg am Walde     | Die Kapelle westlich des Schlosses wurde 1739 erbaut. | BDA-Hist.: Q37927360 Status: Bescheid Stand der BDA-Liste: 2025-06-30 Name: Mariahilfkapelle GstNr.: 1146/1 Mariahilfkapelle, Kirchberg am Walde                                           |
| ja   | Datei hochladen | Wirtschaftsgebäude HERIS-ID: 29547 Objekt-ID: 26195                                           | Kirchberg am Walde 1, bei Standort KG: Kirchberg am Walde         | Der Wirtschaftshof des Schlosses stammt aus dem 18. Jahrhundert. | BDA-Hist.: Q37927364 Status: Bescheid Stand der BDA-Liste: 2025-06-30 Name: Wirtschaftsgebäude GstNr.: 261                                                                                 |
| ja   | Datei hochladen | Figurenbildstock hl. Johannes Nepomuk HERIS-ID: 29551 Objekt-ID: 26199                        | Kirchberg am Walde 1, in der Nähe Standort KG: Kirchberg am Walde | Der Bildstock bei der Schlossauffahrt stammt aus dem Jahr 1766. | BDA-Hist.: Q37927374 Status: Bescheid Stand der BDA-Liste: 2025-06-30 Name: Figurenbildstock hl. Johannes Nepomuk GstNr.: 254                                                              |
| ja   | Datei hochladen | Straßenbrücke HERIS-ID: 29552 Objekt-ID: 26200                                                | Kirchberg am Walde 1, bei Standort KG: Kirchberg am Walde         | Diese Straßenbrücke dient als Zufahrt zum Schloss. | BDA-Hist.: Q37927379 Status: Bescheid Stand der BDA-Liste: 2025-06-30 Name: Straßenbrücke GstNr.: 1216                                                                                     |
| ja   | Datei hochladen | Schlosskirche Hl. Dreifaltigkeit HERIS-ID: 29543 Objekt-ID: 26191                             | Kirchberg am Walde 1 Standort KG: Kirchberg am Walde              | In der von 1719 bis 1732 erbauten Schlosskirche befinden sich Gemälde von Johann Georg Schmidt. | BDA-Hist.: Q37927345 Status: Bescheid Stand der BDA-Liste: 2025-06-30 Name: Schlosskirche Hl. Dreifaltigkeit GstNr.: 257, 255/2                                                            |
| ja   | Datei hochladen | Kleines Schloss, ehem. Gerichtsgebäude HERIS-ID: 29544 Objekt-ID: 26192                       | Kirchberg am Walde 1, bei Standort KG: Kirchberg am Walde         | Das Verwaltungsgebäude wurde im vierten Viertel des 18. Jahrhunderts erbaut. | BDA-Hist.: Q37927350 Status: Bescheid Stand der BDA-Liste: 2025-06-30 Name: Kleines Schloss, ehem. Gerichtsgebäude GstNr.: 258                                                             |
| ja   | Datei hochladen | Rote Kapelle HERIS-ID: 29525 Objekt-ID: 26172                                                 | Standort KG: Kirchberg am Walde                                   | Die Kapelle wurde 1659 erbaut. Die beiden Linden davor sind als Naturdenkmal ausgewiesen (vgl. Liste der Naturdenkmäler im Bezirk Gmünd) | BDA-Hist.: Q37927276 Status: Bescheid Stand der BDA-Liste: 2025-06-30 Name: Rote Kapelle GstNr.: 631/2 Rote Kapelle, Kirchberg am Walde                                                    |
| ja   | Datei hochladen | Kath. Pfarrkirche hl. Margareta HERIS-ID: 29533 Objekt-ID: 26180                              | bei Süssenbach 30 Standort KG: Süssenbach                         | Die urkundlich erstmals 1495 genannte Kirche wurde von 1840 bis 1841 neu gebaut, wobei spätbarocke Teile des Vorgängergebäudes als Querarme beibehalten wurden. | BDA-Hist.: Q21420966 Status: § 2a Stand der BDA-Liste: 2025-06-30 Name: Kath. Pfarrkirche hl. Margareta GstNr.: 1 Pfarrkirche Süßenbach                                                    |
| ja   | Datei hochladen | Ortskapelle Unbefleckte Empfängnis HERIS-ID: 29534 Objekt-ID: 26181                           | gegenüber Ullrichs 50 Standort KG: Ullrichs                       | Die nachbarocke Kapelle wurde 1805 erbaut. | BDA-Hist.: Q37927300 Status: § 2a Stand der BDA-Liste: 2025-06-30 Name: Ortskapelle Unbefleckte Empfängnis GstNr.: 62 Ortskapelle Ullrichs, Kirchberg am Walde                             |
| ja   | Datei hochladen | Pfarrhof HERIS-ID: 29538 Objekt-ID: 26186                                                     | Weißenalbern 1 Standort KG: Weißenalbern                          | Der Pfarrhof wurde nach einem Brand im Jahr 1694 erneuert. Seine Fassade stammt aus dem 18. Jahrhundert. | BDA-Hist.: Q37927314 Status: § 2a Stand der BDA-Liste: 2025-06-30 Name: Pfarrhof GstNr.: 13/1                                                                                              |
| ja   | Datei hochladen | Kath. Pfarrkirche hl. Johannes der Täufer HERIS-ID: 29537 Objekt-ID: 26185                    | Weißenalbern 1 Standort KG: Weißenalbern                          | Die gotisch veränderte Hallenkirche besitzt einen romanischen Kern und einen barocken Turm, der 1714 erhöht wurde. Zwei Altarblätter stammen von Johann Georg Schmidt. | BDA-Hist.: Q23541924 Status: § 2a Stand der BDA-Liste: 2025-06-30 Name: Kath. Pfarrkirche hl. Johannes der Täufer GstNr.: 1 Pfarrkirche hl. Johannes der Täufer, Weißenalbern              |
| ja   | Datei hochladen | Kuenringerturm HERIS-ID: 29539 Objekt-ID: 26187                                               | Weißenalbern 46 Standort KG: Weißenalbern                         | Die Hauptmauern aus Granit-Bruchstein des ehemaligen Wachturms der Kuenringer stammen aus dem 13. Jahrhundert. Der Turm wurde 1743 zu einem Schüttkasten umgebaut. | BDA-Hist.: Q23689442 Status: Bescheid Stand der BDA-Liste: 2025-06-30 Name: Kuenringerturm GstNr.: 8 Kuenringerturm Weißenalbern                                                           |
| ja   | Datei hochladen | Figurenbildstock hl. Florian HERIS-ID: 29540 Objekt-ID: 26188                                 | Standort KG: Weißenalbern                                         | Die Steinfigur stammt vermutlich aus der ersten Hälfte des 19. Jahrhunderts. | BDA-Hist.: Q37927324 Status: § 2a Stand der BDA-Liste: 2025-06-30 Name: Figurenbildstock hl. Florian GstNr.: 2922/7                                                                        |
| ja   | Datei hochladen | Bildstock HERIS-ID: 29541 Objekt-ID: 26189                                                    | Standort KG: Weißenalbern                                         | Der Tabernakelpfeiler stammt aus dem 17. Jahrhundert. | BDA-Hist.: Q37927328 Status: § 2a Stand der BDA-Liste: 2025-06-30 Name: Bildstock GstNr.: 2961 Tabernakelpfeiler Weißenalbern                                                              |
| ja   | Datei hochladen | Immaculatasäule HERIS-ID: 29542 Objekt-ID: 26190                                              | Standort KG: Weißenalbern                                         | Die innerhalb einer Graniteinfassung stehende, 4,6 Meter hohe Granitsäule mit korinthischem Kapitell und einer Statue vom Typ Maria Immaculata, wurde 1765 von Matthias Lettner aus Eggenburg geschaffen. Graf Julius Veterani-Mallenthein wird in der Literatur als möglicher Auftraggeber genannt. | BDA-Hist.: Q37927340 Status: § 2a Stand der BDA-Liste: 2025-06-30 Name: Immaculatasäule GstNr.: 2922/1                                                                                     |